# Z czwartku na piątek
Z czwartku na piątek – solowy album Piotra Bukartyka wydany w 2010; zawiera 18 utworów.
Tytuł wydawnictwa związany jest z okolicznościami powstania większości piosenek, które pisane były w czwartkowe noce, a ich premiery miały miejsce w piątkowe poranki na antenie Programu III Polskiego Radia.
Gościnnie na płycie wystąpiła Grupa MoCarta.
Płytę poprzedziła EPka Niestety trzeba mieć ambicję wydana w 2009.
Teksty piosenek nawiązują do bieżących wydarzeń lub są satyrycznymi obserwacjami rzeczywistości.

## Lista utworów
1. Prozak
2. W Warszawie sen o sławie
3. Niestety trzeba mieć ambicję
4. Sznurek
5. Świat nie chce tradycji
6. Ach ach ach
7. All You Need Is Miłość
8. W sprawie sztuki filmowej
9. Kobiety jak te kwiaty
10. W życiu liczy się porządek
11. Przygoda z karłem
12. Pryszcz na nosie
13. Inne kraje
14. Luz i zapal
15. Wizja śniadaniowa
16. W kostiumie
17. Anonimowa żółta rączka
18. Kolka jelitowa

## Pozycje na listach
| Lista | Kraj   | Pozycja |
| ----- | ------ | ------- |
| OLiS  | Polska | 20      |